# Auf Liebe und Tod
Auf Liebe und Tod (Originaltitel: Vivement dimanche!) ist ein französischer Kriminalfilm mit Fanny Ardant und Jean-Louis Trintignant aus dem Jahr 1983 und der letzte Spielfilm des französischen Regisseurs François Truffaut. Der Film entstand nach dem Roman The Long Saturday Night von Charles Williams.

## Handlung
Der Geschäftsmann Jacques Massoulier wird bei der Entenjagd erschossen. Als Mörder gerät der Immobilienmakler Julien Vercel in Verdacht, da er als Einziger das Kaliber der Mordwaffe benutzt. Ein Tatmotiv wird schnell gefunden, denn Massoulier war der Geliebte von Vercels Ehefrau Marie-Christine. Kurze Zeit später wird sie ebenfalls erschossen aufgefunden. Da Vercel für beide Morde kein Alibi vorweisen kann, nimmt er sich Maître Clément als Anwalt, der jedoch seinen Unschuldsbeteuerungen ebenso wenig Glauben schenkt wie die Polizei. Clément will daher beim Motiv auf „Verbrechen aus Leidenschaft“ plädieren. Das französische Recht kennt hierfür den Begriff Crime passionnel und Vercel hätte somit vor Gericht gute Chancen für eine Strafmilderung. Von Vercels Unschuld überzeugt ist allein seine Sekretärin Barbara Becker, die insgeheim in ihn verliebt ist. Sie versteckt ihn im Keller seines Büros und stellt auf eigene Faust Nachforschungen an.
Barbara findet schließlich heraus, dass Marie-Christine vor ihrer Heirat – nicht wie gedacht – einen Schönheitssalon geführt hat, sondern ihr Geld in einem Nachtclub, dem L’Ange rouge, in Nizza verdiente. Zudem war seit einer Weile eine Privatdetektei auf Marie-Christine angesetzt. Während ihrer Ermittlungen trifft Barbara immer wieder auf einen mysteriösen Mann, den sie und Vercel schon bald für den wahren Mörder halten. Bei der Beerdigung von Massoulier stellt sich jedoch heraus, dass es sich bei dem Mann um einen Priester und den Bruder des Verstorbenen handelt, der ebenfalls den Mordfall aufklären will.
Neue Spuren führen nun zu einem Kino, dem Eden, wo eine ehemalige Geliebte Massouliers als Kassiererin arbeitet. Es deuten sich Verbindungen zum Rotlichtmilieu an, weshalb Barbara beschließt, sich als Prostituierte zu verkleiden, um Details in Erfahrung zu bringen. Doch je mehr sie erfährt, umso mehr Beteiligte sterben: Zuerst der Besitzer des Nachtclubs, dann die Kassiererin des Kinos. Als Barbara in das Büro zurückkehrt, beabsichtigt Vercel, aus der Stadt zu verschwinden. Sie will ihren Chef jedoch nicht gehen lassen und gesteht ihm schließlich ihre Liebe. Nachdem sie sich nähergekommen sind, scheinen Barbara dennoch Zweifel an der Unschuld ihres Chefs zu kommen; und so liefert sie ihn mit Hilfe einer List der Polizei aus. Dieses Manöver stellt sich jedoch als Teil eines geschickten Plans heraus, den wahren Mörder dazu zu bringen, sich selbst zu entlarven: Es ist Vercels Anwalt Clément, in dessen Büro Barbara zuvor eine geheime Kammer mit Beweisen fand, die Clément als eifersüchtigen Geliebten von Marie-Christine enttarnen. Als Clément einsieht, dass er überführt wurde, nimmt er sich das Leben. Daraufhin treten Vercel und die schwangere Barbara gemeinsam vor den Traualtar.

## Hintergrund
Auf Liebe und Tod war nach Die Frau nebenan (1981) der zweite gemeinsame Film von François Truffaut und seiner letzten Muse und Lebensgefährtin Fanny Ardant. Bei dem Sichten von Mustern für Die Frau nebenan entstand die Idee für diesen Film. Fanny Ardant im Trenchcoat erinnerte Truffaut an die Schwarze Serie und so suchte der Regisseur nach einem Stoff mit einer starken Frauenfigur. Er fand ihn im Roman The Long Saturday Night des US-amerikanischen Schriftstellers Charles Williams. Der Roman gehört zur Série noire, einer Buchreihe des französischen Gallimard-Verlags, aus der Truffaut insgesamt fünf Krimis verfilmte.
Auf Liebe und Tod wurde von Truffaut daraufhin bewusst in Schwarzweiß als Hommage an Hollywoods Films noirs der 1940er Jahre inszeniert. Er kehrte dabei das Grundmuster der Schwarzen Serie um, indem die vermeintlich untergeordnete Frau hier die Rolle des Detektivs übernimmt, während der Mann hilflos und handlungsunfähig bleibt. Zudem zollt Truffaut mit Filmmotiven Tribut an seine Vorbilder Alfred Hitchcock und Stanley Kubrick. Die Frau – in diesem Fall die Sekretärin Barbara Becker – die in den Verdächtigen verliebt ist und ihm deshalb hilft, findet sich sowohl in Hitchcocks Ich kämpfe um dich (1945) als auch in Der unsichtbare Dritte (North by Northwest) (1959). Die Szene, in der Vercel die Wohnung der Kassiererin Paula Delbecq heimlich betritt und dabei ertappt zu werden droht, verweist auf Hitchcocks Das Fenster zum Hof (1954). Ein weiteres Filmzitat findet sich beim Mord an Paula Delbecq als Anspielung an Hitchcocks Frenzy (1972), als das Opfer in ein Kino mit dem Wink eines Arms gelockt wird und dort hinter geschlossener Tür ermordet wird, während Kubricks Kriegsfilm Wege zum Ruhm (1957) im Kino läuft. Die Schüsse des Films beschreiben dabei die Gewalttat hinter der Tür. 
Truffaut zitiert sich zudem auch selbst. Ähnlich wie Julien Vercel muss sich auch Lucas Steiner in Die letzte Metro (1980) in einem Keller verstecken. Schöne Frauenbeine, wie sie Vercel durch das Kellerfenster fasziniert beobachtet, sind der Figur des Bertrand Morane in Truffauts Der Mann, der die Frauen liebte (1977) zum Verhängnis geworden.
Der Film, der am 5. August 1983 auf dem Locarno Film Festival seine Premiere feierte, war Truffauts letztes Werk. Der Regisseur starb 1984 im Alter von 52 Jahren an einem Gehirntumor. In Deutschland wurde Auf Liebe und Tod erstmals am 27. Januar 1984 in den Kinos gezeigt. Als Teil der François Truffaut Collection 3 erschien der Film 2007 auch auf DVD.

## Kritiken
Für das Lexikon des internationalen Films war Auf Liebe und Tod „[e]ine charmante, hintergründige Kriminalkomödie im oft selbstironischen Stil“ des Film noir. Sie sei „temporeich inszeniert und in stilechtem Schwarz-weiß ausgezeichnet fotografiert“ und biete zusammengefasst „[p]erfekte Kinounterhaltung“. Prisma bezeichnete den Film als „[e]ine raffinierte, in Schwarzweiß gedrehte Krimikomödie“ und „Hommage an den klassischen Film noir“, in der „[w]ie schon in Die Frau nebenan […] Fanny Ardant in der Rolle der geheimnisvollen Heldin“ brilliere. Herausgekommen sei „[e]in Filmspaß zwischen Krimi, Komödie und Parodie“.

## Auszeichnungen
Auf Liebe und Tod erhielt zwei Nominierungen für den César in den Kategorien Beste Hauptdarstellerin (Fanny Ardant) und Beste Regie (François Truffaut) und war des Weiteren für den BAFTA Award als Bester fremdsprachiger Film nominiert. Die Jury der Deutschen Film- und Medienbewertung verlieh dem Film das Prädikat „Besonders wertvoll“. In ihrer Begründung heißt es unter anderem: 

„Die Handlung ist spannend aufgebaut, wenn auch nicht immer durchsichtig, so doch reich an Überraschungen. Witz und leicht hingesetzte humoristische und erotische Tupfer kennzeichnen nicht nur den Dialog, sondern finden sich auch in vielen Bildsequenzen. Milieu und Darsteller sind mit Ironie und maßvollem Vergnügen an Parodie gezeichnet. […] Die Verwendung des Schwarzweiß-Films gibt dem Ganzen seine besondere Atmosphäre.“

## Synchronisation
| Rolle              | Darsteller             | Synchronsprecher |
| ------------------ | ---------------------- | ---------------- |
| Barbara Becker     | Fanny Ardant           | Gisela Fritsch   |
| Julien Vercel      | Jean-Louis Trintignant | Fred Maire       |
| Maître Clément     | Philippe Laudenbach    | Randolf Kronberg |
| Kommissar Santelli | Philippe Morier-Genoud | Helmo Kindermann |
| Lablache           | George Coulouris       | Wolfgang Hess    |